# フェア・エム
『フェア・エム』（Fair Em, the Miller's Daughter of Manchester）は、1590年頃に書かれたエリザベス朝時代の戯曲。チャールズ2世の蔵書の中にあった『Shakespeare. Vol. I』というラベルをつけられた巻の中に『ミュセドーラス』『エドモントンの陽気な悪魔』と一緒に綴じられていた。しかし、研究者たちのほとんどはこの戯曲の作者をウィリアム・シェイクスピアとすることに反対している。

## 創作年代とテキスト
『フェア・エム』は1642年の劇場閉鎖前に2度「四折版」で出版されている。
- Q1（最初の四折版）：日付も作者名もなし。印刷は「T.N.とI.W.」。表紙に「これは誉れ高きシティ・オブ・ロンドンにて、真に誉れ高き変人卿のしもべたち（Lord Strange's Menのこと）によって、幾度か大衆の前で演じられたものなり」と書かれている。劇団の活動時期から、劇の創作年代は1589年から1593年と推定される。
- Q2（第二の四折版）：1631年出版。印刷はジョン・ライト。作者名はない。両方の版のフル・タイトルは『A Pleasant Comedie of Faire Em, the Millers Daughter of Manchester. WIth the love of William the Conqueror（マンチェスターの粉屋の娘、美しい（正直な）エムの愉快な喜劇とウィリアム1世の恋）』。

## 作者
エドワード・フィリップスはその著書『Theatrum Poetarum』（1675年）の中で、『フェア・エム』の作者はロバート・グリーンだと書いた。しかし、グリーンはこの劇の作者を嘲笑し、1591年に『Farewell to Folly』というパンフレットの中で最終場面の2行をパロディにしているので、この説はありえそうにない。しかし、確かに『フェア・エム』とグリーンの戯曲『Friar Bacon and Friar Bungay（修道士ベーコンと修道士バンゲイ）』は関連性がある。『フェア・エム』の作者はどうもグリーンのものから借用しているようである。グリーンの劇が書かれたのは1589年頃と言われていて、そうなると『フェア・エム』は、1589年からパンフレットが出版された1591年の間に書かれたことになる。この期間は前述したLord Strange's Menの活動時期とも符合する。
現代の研究者たちは、ロバート・ウィルソン（Robert Wilson）説、あるいはアンソニー・マンデイ（Anthony Munday）説に傾いている。マンデイの場合は、その戯曲『John a Kent and John a Cumber（ケント人ジョンとカンブリア人ジョン）』との類似性が理由である。ちょっと後の劇になるが、ジョン・デイ（John Day）の『The Blind Beggar of Bednal Green（Bednal Greenの盲目の物乞い）』（1600年）も『フェア・エム』とかなり似ている。

## 材源
筋は伝承から取られている。『フェア・エム』の副題『The Miller's Daughter of Manchester』と同じ題名のバラッドが1581年3月2日に書籍出版業組合の記録に登録されている。

## テーマ
フレデリック・ガード・フレイ（Frederick Gard Fleay）ら19世紀の注釈者の2、3人はこの劇には隠れた重要なテーマがあると主張した。当時の演劇の因習へのアレゴリーがそこにはあると解釈したのである。しかし、現代の研究家はその意見を空想的だと否定し、この作品を軽いエンターテインメントで、それなりに出来はいいと考えている。シェイクスピアがウィリアム1世かヴァリングフォードかを劇にしたという推論も受け入れられていない。

## あらすじ
本筋では、ウィリアム1世がリューベック侯がトーナメントに持ってきた楯に描かれた美しい女性の肖像画に心引かれる。ウィリアム1世は肖像画の元になった女性に会いたくて、変装して、デンマークのZweno王の王宮に行く。そこでウィリアム1世はその女性、デンマークに人質として囚われていたスウェーデンの王女マリアンナに恋をする。しかしマリアンナは求愛者のリューベック侯に対して貞淑で、ウィリアム1世には何の関心もない。その代わりに、デンマーク王女ブランチがウィリアム1世に熱をあげる。王女たちは一芝居打つことにする。ブランチがマリアンヌに化けて、ウィリアムと一緒にイングランドに逃げる。最後に真相が明かされ、ウィリアム1世はブランチと結婚する。（実際にはウィリアム1世の妻はマティルダ・オブ・フランダースである）
脇筋はマンチェスターの粉屋の美しい娘エムの話で、エムは3人の求愛者（ヴァリングフォード、マウントニー、マンヴィル）がいる。エムはマンヴィルが好きで、ヴァリングフォードには目が見えないふり、マウントニーには耳が聞こえないふりをして避けようとする。しかしマンヴィルはエムに対して不誠実で、別の女エリナーと両天秤をかけている。最後にマンヴィルは両方の女性を失う。エムは自分に対して最後まで忠実だったヴァリングフォードと結婚する。エムが実は紳士階級の娘で、粉屋の娘に化けていたことがわかる。
本筋と脇筋は最後に一つになる。実はウィリアム1世はペテンを使ったことで王が申し出たブランチとの結婚をしぶっていたのだが、エムから女性の貞節さを諭され、結婚を承諾することになる。